# HNK Mladost Donji Svilaj
HNK Mladost je bosanskohercegovački nogometni klub iz Donjeg Svilaja kod Odžaka.

## Povijest
NK Mladost osnovan je 1980.godine. Najveći uspjesi kluba su igranje u finalu kupa Zadrugara 1989. godine protiv Kostrča i nastup u šesnaestini finala kupa BIH u sezoni 2009./10. protiv HŠK Zrinjski Mostar (0:4) i sezoni 2012./13 protiv, drugog mostarskog premjerligaša, Veleža (0:3). U sezoni 2011./12. osvojili su 1. županijsku ligu PŽ, te su sljedeću sezonu igrali Drugu ligu FBiH – Sjever iz koje su iste sezone i ispali.
Trenutačno se natječu u 1. županijskoj ligi PŽ.

## Nastupi u Kupu BiH
2009./10.
- šesnaestina finala: HŠK Zrinjski Mostar (I) – HNK Mladost Donji Svilaj 4:0

2012./13.
- šesnaestina finala: FK Velež Mostar (I) – HNK Mladost Donji Svilaj 3:0